# Distretto di Quito-Arma
Il distretto di Quito-Arma è uno dei sedici distretti della provincia di Huaytará, in Perù. Si trova nella regione di Huancavelica e si estende su una superficie di 222.32 chilometri quadrati.